# Сагайдак (Чимішлійський район)
Сагайдак (рум. Sagaidac) — село в Молдові в Чимішлійському районі. Утворює окрему комуну.